# Alcyonium yepayek
Alcyonium yepayek är en korallart som beskrevs av van Ofwegen, Häussermann och Försterra 2007. Alcyonium yepayek ingår i släktet Alcyonium och familjen läderkoraller. Inga underarter finns listade i Catalogue of Life.